# I. János váradi püspök
János (12. század) magyar katolikus főpap.

## Élete
Váradi megyés püspök, mely tisztséget a Magyar Archontológiában 1180-ban, a semat-ban 1181-ben, Pius Bonifac Gams Series episcoporum Ecclesiae Catholicae quotquot innotuerunt a Beato Petro apostolo és Mendlik Ágoston IX. Pius római pápa és a magyar püspöki kar, vagyis főpapok és egyháznagyok életrajzgyűjteménye című munkájában 1181 és 1196 között töltötte be. A nevén kívül semmit nem tudunk róla. A váradi egyházmegye ezekben az években lett a kalocsai érsekség suffraganeusa (püspöksége).
Püspökségét csak a váradi káptalan püspöklistáján említik az 1180. évet adva meg méltóságviselése kezdetét, ami azonban az elődjére, Miklósra vonatkozó adatok alapján 1181-re módosítandó. Utóda, Vata 1186. évi megválasztása megalapozza azt a feltevést, hogy méltóságát 1186-ig töltötte be.